# Função característica (probabilidade)
Em probabilidade, a função característica de uma variável aleatória X é a função
{\displaystyle \varphi _{X}(t)=\operatorname {E} \left(e^{itX}\right)}
quando esta esperança existe, em que t é o argumento (real ou imaginário) da função característica e i é uma raiz quadrada de menos um.
Toda variável aleatória contínua ou discreta possui função característica, que é calculada, respectivamente, por:
{\displaystyle \operatorname {E} \left(e^{itX}\right)=\int _{-\infty }^{\infty }e^{itx}f_{X}(x)\,dx.}
{\displaystyle \operatorname {E} \left(e^{itX}\right)=\sum _{x}e^{itx}p_{X}(x).}
Através da Fórmula de Euler, podemos escrever:
{\displaystyle e^{ix}=\cos \left(x\right)+i\,\operatorname {sen} \left(x\right),}
E, assim, o cálculo da esperança, para os casos contínuo e discreto, fica:
{\displaystyle \operatorname {E} \left(e^{itX}\right)=\int _{-\infty }^{\infty }cos{(tx)}f_{X}(x)dx+i\int _{-\infty }^{\infty }sen{(tx)}f_{X}(x)dx.}
{\displaystyle \operatorname {E} \left(e^{itX}\right)=\sum _{x}cos{(tx)}p_{X}(x)dx+i\sum _{x}sen{(tx)}p_{X}(x)dx.}
A função característica {\displaystyle \varphi _{X}(t)} existe para todo {\displaystyle t\in \mathbb {R} .} A função característica {\displaystyle \varphi _{X}(t)} é também chamada de Transformada de Fourier de f .

## Definição formal
Se X é uma variável aleatória simples, então 
{\displaystyle \varphi _{X}(t)=\operatorname {E} \left(e^{itX}\right)\,t\in \mathbb {R} } arbitrário.

## Propriedades
Cada uma das funções {\displaystyle x\rightarrow \operatorname {E} \left(e^{itX}\right)} é contínua e limitada.

## Exemplos de usos
- (Teorema da continuidade de Lévy) Sejam {\displaystyle X_{n}} e {\displaystyle X} vetores aleatórios em {\displaystyle \mathbb {R} ^{k}.} Então

{\displaystyle X_{n}} converge em distribuição para {\displaystyle X} se e somente se {\displaystyle \operatorname {E} \left(e^{itX_{n}}\right)} {\displaystyle \rightarrow \operatorname {E} \left(e^{itX}\right)\,\forall t\in \mathbb {R} ^{k}} é contínua e limitada.